# Greater Than Art
Greater Than Art è un cortometraggio muto del 1915 diretto da John H. Collins.

## Produzione
Il film fu prodotto dalla Edison Manufacturing Company.

## Distribuzione
Distribuito dalla General Film Company, il film - un cortometraggio in tre bobine - uscì nelle sale cinematografiche USA il 26 aprile 1915.